# Dallas Cowboys 2019
La stagione 2019 dei Dallas Cowboys è stata la 60ª della franchigia nella National Football League e la nona completa e ultima con Jason Garrett come capo-allenatore. Vi fu anche il ritorno del tight end Jason Witten, che si era ritirato nel 2018 e aveva trascorso un anno come commentatore tecnico del Monday Night Football. Il wide receiver Cole Beasley, che era il secondo giocatore da più tempo nella squadra, lasciò Dallas per firmare con i Buffalo Bills.
Malgrado l'essersi trovati nella settimana 11 su un record di 6-4 e in testa alla NFC East, i Cowboys collassarono vincendo solo due delle ultime sei partite. Fu la prima stagione con un record non vincente dal 2015 e per la seconda volta in tre anni mancarono l'accesso ai playoff.
Il contratto del capo-allenatore Jason Garrett scadde a fine stagione e non fu rinnovato da Jerry Jones.

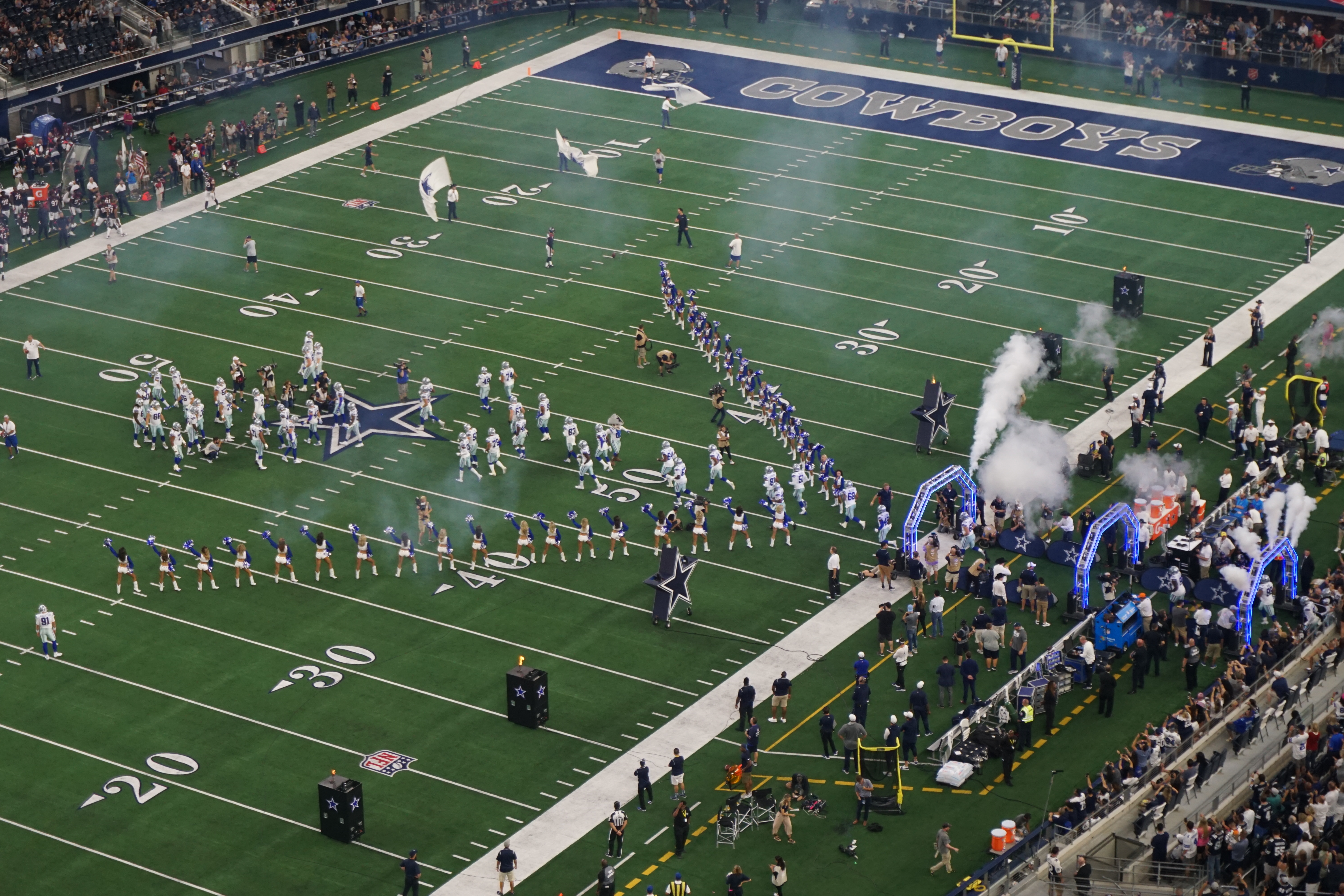
Dallas mentre scende in campo nella gara di pre-stagione contro Houston

## Scelte nel Draft 2019
| Scelte dei Cowboys nel Draft 2019 |        |                 |       |                 |
| Giro                              | Scelta | Giocatore       | Ruolo | College         |
| 2                                 | 59     | Trysten Hill    | DT    | Central Florida |
| 3                                 | 90     | Connor McGovern | OG    | Penn St         |
| 4                                 | 128    | Tony Pollard    | RB    | Memphis         |
| 5                                 | 158    | Mike Jackson    | CB    | Miami (FL)      |
| 5                                 | 165    | Joe Jackson     | DE    | Miami (FL)      |
| 6                                 | 213    | Donovan Wilson  | S     | Texas A&M       |
| 7                                 | 218    | Mike Weber      | RB    | Ohio State      |
| 7                                 | 241    | Jalen Jelks     | DB    | Oregon          |

## Staff
| Staff dei Dallas Cowboys nel 2019 |
| --- |
| Organi dirigenziali - Proprietario/Presidente/General manager – Jerry Jones - Direttore operativo/Vicepresidente esecutivo/Direttore dell'organico giocatori – Sthephen Jones - Direttore sportivo senior – Todd Williams - Direttore del tetto salariale e dei contratti dei giocatori – Adam Prasifka - Vicepresidente dell'organico giocatori – Will McClay - Dirigente senior, osservatori del college – Tom Ciskowski - Direttore degli osservatori del college – Lionel Vital - Direttore della ricerca del personale – Alex Loomis - Assistente del direttore degli osservatori del college – Chris Hall - Direttore della ricerca – Tom Robinson - Direttore advanced scouting e dei progetti speciali – Judd Garrett Capo allenatore Jason Garrett Altri allenatori - Preparatore atletico – Mike Woicik - Sviluppo della forza e della condizione – Brett Bech - Sviluppo della forza e della condizione – Markus Paul - Assistente allo sviluppo della forza e della condizione – Kendall Smith Allenatori dell'attacco - Coordinatore offensivo – Kellen Moore - Quarterback – Jon Kitna - Running back – Gary Brown - Wide receiver – Sanjay Lal - Assistente wide receiver – Kyle Valero - Tight end – Doug Nussmeier - Offensive line – Paul Alexander - Assistente offensive line – Marc Colombo - Assistente offensivo – Stephen Brown Allenatori della difesa - Coordinatore difensivo/Defensive line – Rod Marinelli - Defensive tackle – Leon Lett - Linebacker – Ben Bloom - Defensive back/Coordinatore del gioco su passaggi – Kris Richards - Safety – Greg Jackson - Assistente difensivo – Ken Amato Allenatori dello special team - Coordinatore dello special team – Keith O'Quinn - Assistente dello special team – Doug Colman |

## Roster
| Roster dei Dallas Cowboys nel 2019 |
| --- |
| Quarterback - 4 Dak Prescott - 7 Cooper Rush Running Back - 46 Jordan Chunn - 21 Ezekiel Elliott RB - 32 Alfred Morris - 49 Jamize Olawale FB - 20 Tony Pollard Wide Receiver - 10 Tavon Austin - 19 Amari Cooper - 18 Randall Cobb - 13 Michael Gallup - 15 Devin Smith Tight End - 89 Blake Jarwin - 86 Dalton Schultz - 82 Jason Witten Offensive Linemen - 71 La'el Collins T - 75 Cameron Fleming T - 72 Travis Frederick C - 69 Brandon Knight G/T - 73 Joe Looney C/G - 70 Zack Martin G - 61 Adam Redmond C/G - 77 Tyron Smith T - 76 Xavier Su'a-Filo G - 52 Connor Williams G Defensive Linemen - 92 Dorance Armstrong Jr. DE - 79 Michael Bennett DE - 97 Taco Charlton DE - 96 Maliek Collins DT - 95 Christian Covington DT - 98 Tyrone Crawford DE/DT - 79 Trysten Hill DT - 51 Kerry Hyder DE/DT - 56 Joe Jackson DE - 90 Demarcus Lawrence DE - 99 Antwaun Woods DT Linebacker - 57 Luke Gifford MLB/OLB - 50 Sean Lee OLB - 53 Justin March OLB - 54 Jaylon Smith MLB - 48 Joe Thomas OLB/MLB - 55 Leighton Vander Esch OLB Defensive Back - 24 Chidobe Awuzie CB - 30 Anthony Brown CB - 35 Kavon Frazier SS/FS - 29 C.J. Goodwin CB - 38 Jeff Heath SS - 31 Byron Jones CB - 27 Jourdan Lewis CB - 23 Darian Thompson FS - 37 Donovan Wilson FS/SS - 25 Xavier Woods FS Special Team - 6 Chris Jones P - 91 L.P. Ladouceur LS - 2 Brett Maher K Lista delle riserve - 85 Noah Brown WR (PUP) - 94 Randy Gregory DE (Sospeso) - 74 Jalen Jelks DE (IR) - 81 Jon'Vea Johnson WR (IR) - 14 Lance Lenoir WR (IR) - 84 Codey McElroy TE (IR) - 66 Connor McGovern G/C (IR) - 45 Tyvis Powell CB/FS (IR) - -- Derrick Puni T (IR) - 58 Robert Quinn DE (Sospeso) - 93 Daniel Ross DT (IR) - -- Jameill Showers SS/FS (IR) - 39 Chris Westry CB (IR) - 78 Cody Wichmann G (IR) Squadra di allenamento - 83 Ventell Bryant WR - 59 Chris Covington OLB/MLB - 87 Cole Hikutini TE - 65 Mitch Hyatt T - 33 Mike Jackson Sr. CB - 26 Donovan Olumba CB - 5 Clayton Thorson QB - 28 Mike Weber RB - 11 Cedrick Wilson Jr. WR - 64 Daniel Wise DT/DE 53 attivi, 15 inattivi, 10 nella squadra di allenamento |
| Legenda - I rookie sono in corsivo. - Il primo ruolo è il principale mentre gli eventuali successivi indicano i ruoli secondari. - (IR) sta per Injured Reserve ed indica la lista ristretta per un solo giocatore infortunato che può tornare ad allenarsi dopo la settimana 6 e a rientrare in prima squadra dopo che questa ha giocato 8 partite. - (NF-Inj.) / (NF-Ill.) stanno rispettivamente per Non-Football Injured e Non-Football Illness ed indicano le liste dove viene inserito un giocatore che ha un infortunio o una malattia non dipendente dal football americano. - (PUP) sta per Physically Unable to Perform ed indica la lista dove viene inserito un giocatore mentre è in attesa di recuperare la condizione fisica. Nella stagione regolare dopo la sesta partita giocata dalla propria squadra, il giocatore ha tempo tre settimane per riprendere ad allenarsi, più tre settimane aggiuntive dal suo rientro agli allenamenti per rientrare in prima squadra. |

## Calendario
| Stagione regolare |                    |                         |                    |                    |                         |                    |
| Turno             | Data               | Avversario              | Risultato          | Record             | Stadio                  | Sintesi            |
| 1                 | 8 settembre        | New York Giants         | V 35–17            | 1–0                | AT&T Stadium            | Recap              |
| 2                 | 15 settembre       | at Washington Redskins  | V 31–21            | 2–0                | FedExField              | Recap              |
| 3                 | 22 settembre       | Miami Dolphins          | V 31–6             | 3–0                | AT&T Stadium            | Recap              |
| 4                 | 29 settembre       | at New Orleans Saints   | S 10–12            | 3–1                | Mercedes-Benz Superdome | Recap              |
| 5                 | 6 ottobre          | Green Bay Packers       | S 24–34            | 3–2                | AT&T Stadium            | Recap              |
| 6                 | 13 ottobre         | at New York Jets        | S 22–24            | 3–3                | MetLife Stadium         | Recap              |
| 7                 | 20 ottobre         | Philadelphia Eagles     | V 37–10            | 4–3                | AT&T Stadium            | Recap              |
| 8                 | Settimana di pausa | Settimana di pausa      | Settimana di pausa | Settimana di pausa | Settimana di pausa      | Settimana di pausa |
| 9                 | 4 novembre         | at New York Giants      | V 37–18            | 5–3                | MetLife Stadium         | Recap              |
| 10                | 10 novembre        | Minnesota Vikings       | S 24–28            | 5–4                | AT&T Stadium            | Recap              |
| 11                | 17 novembre        | at Detroit Lions        | V 35–27            | 6–4                | Ford Field              | Recap              |
| 12                | 24 novembre        | at New England Patriots | S 9–13             | 6–5                | Gillette Stadium        | Recap              |
| 13                | 28 novembre        | Buffalo Bills           | S 15–26            | 6–6                | AT&T Stadium            | Recap              |
| 14                | 5 dicembre         | at Chicago Bears        | S 24–31            | 6–7                | Soldier Field           | Recap              |
| 15                | 15 dicembre        | Los Angeles Rams        | V 44–21            | 7–7                | AT&T Stadium            | Recap              |
| 16                | 22 dicembre        | at Philadelphia Eagles  | S 9–17             | 7–8                | Lincoln Financial Field | Recap              |
| 17                | 29 dicembre        | Washington Redskins     | V 47–16            | 8–8                | AT&T Stadium            | Recap              |

Note: gli avversari della propria division sono in grassetto.

## Classifiche

### Division
| NFC East            | NFC East | NFC East | NFC East | NFC East | NFC East | NFC East | NFC East | NFC East |
| vedi • disc. • mod. | V        | S        | P        | PCT      | DIV      | CONF     | PF       | PS       |
| ------------------- | -------- | -------- | -------- | -------- | -------- | -------- | -------- | -------- |
| Philadelphia Eagles | 8        | 8        | 0        | .500     | 5-1      | 7-5      | 434      | 321      |
| Dallas Cowboys      | 9        | 7        | 0        | .563     | 5-1      | 7-5      | 385      | 354      |
| New York Giants     | 4        | 12       | 0        | .250     | 2-4      | 3-9      | 341      | 451      |
| Washington Redskins | 3        | 13       | 0        | .188     | 0-6      | 2-10     | 266      | 435      |
|                     |          |          |          |          |          |          |          |          |
|                     |          |          |          |          |          |          |          |          |

### Conference
| National Football Conference           | National Football Conference | National Football Conference | National Football Conference | National Football Conference | National Football Conference | National Football Conference | National Football Conference | National Football Conference | National Football Conference | National Football Conference |
| Pos.                                   | Squadra                      | Division                     | V                            | S                            | P                            | PCT                          | DIV                          | CONF                         | SOS                          | SOV                          |
| Capolista di Division                  | Capolista di Division        | Capolista di Division        | Capolista di Division        | Capolista di Division        | Capolista di Division        | Capolista di Division        | Capolista di Division        | Capolista di Division        | Capolista di Division        | Capolista di Division        |
| -------------------------------------- | ---------------------------- | ---------------------------- | ---------------------------- | ---------------------------- | ---------------------------- | ---------------------------- | ---------------------------- | ---------------------------- | ---------------------------- | ---------------------------- |
| 1                                      | San Francisco 49ers          | West                         | 8                            | 0                            | 0                            | 1.000                        | 2-0                          | 5-0                          | .341                         | .341                         |
| 2                                      | New Orleans Saints           | South                        | 7                            | 1                            | 0                            | .875                         | 1-0                          | 5-1                          | .522                         | .508                         |
| 3                                      | Green Bay Packers            | North                        | 7                            | 2                            | 0                            | .778                         | 3-0                          | 4-1                          | .513                         | .517                         |
| 4                                      | Dallas Cowboys               | East                         | 5                            | 3                            | 0                            | .625                         | 4-0                          | 4-2                          | .377                         | .250                         |
| Wild Card                              |                              |                              |                              |                              |                              |                              |                              |                              |                              |                              |
| 5                                      | Minnesota Vikings            | West                         | 7                            | 2                            | 0                            | .778                         | 2-0                          | 4-1                          | .418                         | .307                         |
| 6                                      | Seattle Seahawks             | North                        | 6                            | 3                            | 0                            | .667                         | 1-2                          | 5-2                          | .422                         | .324                         |
| In corsa per i play-off                |                              |                              |                              |                              |                              |                              |                              |                              |                              |                              |
| 7                                      | Los Angeles Rams             | West                         | 5                            | 3                            | 0                            | .625                         | 0-2                          | 3-3                          | .492                         | .375                         |
| 8                                      | Carolina Panthers            | South                        | 5                            | 3                            | 0                            | .625                         | 1-1                          | 2-3                          | .507                         | .443                         |
| 9                                      | Philadelphia Eagles          | East                         | 5                            | 4                            | 0                            | .556                         | 1-1                          | 3-4                          | .447                         | .429                         |
| 10                                     | Detroit Lions                | North                        | 3                            | 4                            | 1                            | .438                         | 0-2                          | 2-2-1                        | .528                         | .407                         |
| 11                                     | Arizona Cardinals            | West                         | 3                            | 5                            | 1                            | .389                         | 0-2                          | 2-4-1                        | .534                         | .120                         |
| 12                                     | Chicago Bears                | North                        | 3                            | 5                            | 0                            | .375                         | 1-1                          | 2-3                          | .529                         | .370                         |
| 13                                     | Tampa Bay Buccaneers         | South                        | 2                            | 6                            | 0                            | .250                         | 1-2                          | 2-5                          | .642                         | .625                         |
| 14                                     | New York Giants              | East                         | 2                            | 7                            | 0                            | .222                         | 1-2                          | 2-5                          | .526                         | .176                         |
| 15                                     | Atlanta Falcons              | South                        | 1                            | 7                            | 0                            | .125                         | 0-0                          | 1-4                          | .593                         | .556                         |
| 16                                     | Washington Redskins          | East                         | 1                            | 8                            | 0                            | .111                         | 0-3                          | 0-6                          | .579                         | .125                         |
| Criteri di spareggio                   |                              |                              |                              |                              |                              |                              |                              |                              |                              |                              |
| 1.                                     |                              |                              |                              |                              |                              |                              |                              |                              |                              |                              |
| Legenda                                |                              |                              |                              |                              |                              |                              |                              |                              |                              |                              |
| w — wild card ottenuta                 |                              |                              |                              |                              |                              |                              |                              |                              |                              |                              |
| x — partecipazione ai playoff ottenuta |                              |                              |                              |                              |                              |                              |                              |                              |                              |                              |
| y — campioni di division               |                              |                              |                              |                              |                              |                              |                              |                              |                              |                              |
| z — salto del primo turno di play-off  |                              |                              |                              |                              |                              |                              |                              |                              |                              |                              |
| * — vantaggio del campo ottenuto       |                              |                              |                              |                              |                              |                              |                              |                              |                              |                              |

## Premi

### Premi settimanali e mensili
- Dak Prescott:

giocatore offensivo della NFC della settimana 1
giocatore offensivo della NFC della settimana 11
quarterback della settimana 11
- Brett Maher:

giocatore degli special team della NFC della settimana 7
- Xavier Woods:

difensore della NFC della settimana